# Z Nation
Z Nation ou Nation Z au Québec est une série télévisée américaine créée par Karl Schaefer (en) et Craig Engler, diffusée simultanément du 12 septembre 2014 au 28 décembre 2018 sur Syfy aux États-Unis et sur Space au Canada.
En France, elle est diffusée depuis le 14 février 2015 sur la chaîne câblée Ciné+ Frisson puis rediffusée en clair depuis le 27 août 2016 sur Game One et depuis le 9 avril 2016 sur Netflix, au Québec, depuis le 23 août 2016 sur AddikTV.

## Synopsis
L'intrigue se déroule dans un monde post-apocalyptique envahi par des zombies et où les rares survivants humains tentent tant bien que mal de rester en vie. L'unique espoir de l'humanité est Murphy, un ancien prisonnier. Un prototype de vaccin lui a été injecté contre sa volonté afin de contrer le « virus zombie » et il est devenu la seule personne vivante connue à avoir survécu à des morsures de morts-vivants. Il est donc impératif de le garder en vie afin de produire d'autres antidotes à partir de son sang. Aidé malgré lui de plusieurs compagnons tel que Garret, ancien membre de la garde nationale des États-Unis, Warren, « Doc », « 10 Mille », « Addy » et Mack ou encore la mystérieuse Cassandra, il fait route vers un laboratoire de Californie. Mais le temps presse et beaucoup de questions restent sans réponses. Sans oublier que l'antidote fait subir à Murphy une bien étrange évolution…

## Distribution

### Acteurs principaux
- Kellita Smith (VF : Sophie Planet) : le lieutenant Roberta Warren
- Keith Allan (VF : Jérôme Keen) : Alvin Bernard Murphy dit « Murphy, le patient 0 »
- Anastasia Baranova (VF : Marie Nonnenmacher) (saisons 1 à 2 puis) (VF : Nathalie Bienaimé) (saison 3 à 5) : Addison Grace « Addy » Carver
- Russell Hodgkinson (VF : Gérard Rouzier) : Steven « Doc » Beck
- Nat Zang (VF : Jean-Pierre Leblan) : Thomas « 10 Mille »
- DJ Qualls (VF : Adrien Solis) (saisons 1 à 4 puis) (VF : ?) (saison 5) : Simon Cruller / le « Citoyen Z »
- Ramona Young (VF : Pascale Chemin) : Kaya (saisons 3 à 5)
- Natalie Jongjaroenlarp (VF : Pascale Chemin) : « Rouge » (saisons 3 à 5)
- Katy O'Brian : Georgia « George » St. Clair (saison 5)
- Jack Plotnick : Roman Estes (saison 5)

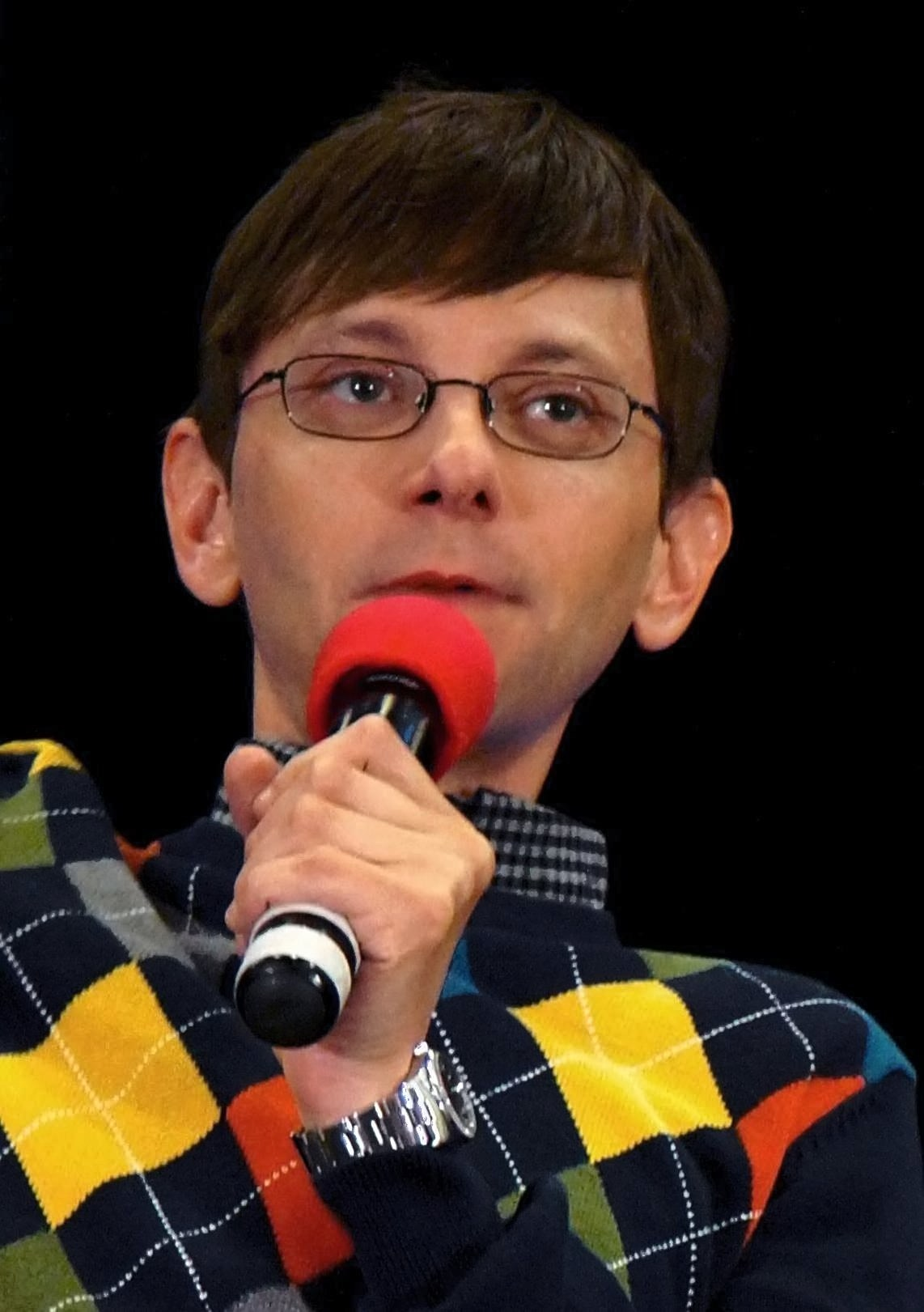
DJ Qualls interprète Simon Cruller / le « Citoyen Z », membre de la National Security Agency.

Anciens acteurs principaux
- Harold Perrineau Jr. : le lieutenant Mark Hammond[n 1], dernier survivant de la Delta Force (saison 1, épisode 1 seulement)
- Tom Everett Scott : le sergent Charles Garnett (saison 1, épisodes 1 à 6)
- Michael Welch (VF : Christophe Seugnet) : Mack Thompson (saisons 1 et 2, invité saison 3)
- Pisay Pao (VF : Nathalie Bienaimé) : Cassandra « Sunshine » (saisons 1 et 2, invitée saison 3)
- Matt Cedeño : Javier Vasquez (principal saison 2, invité saison 3)
- Emilio Rivera : Hector « Escorpion » Alvarez (récurrent saison 2, principal saison 3)
- Tara Holt (saison 4) : Lucy Murphy[n 2] (saisons 2 à 4)
- Joseph Gatt (VF : Yann Pichon) : « le Chasseur », un chasseur de primes (saison 3)
- Holden Goyette : « l'enfant sauvage / 5 Mille » (saison 3)
- Sydney Viengluang : Dr Sun Mei (saisons 3 à 5)
- Henry Rollins : le lieutenant Mueller (saison 4)
- Grace Phipps : le sergent Lilley (saisons 4 et 5)

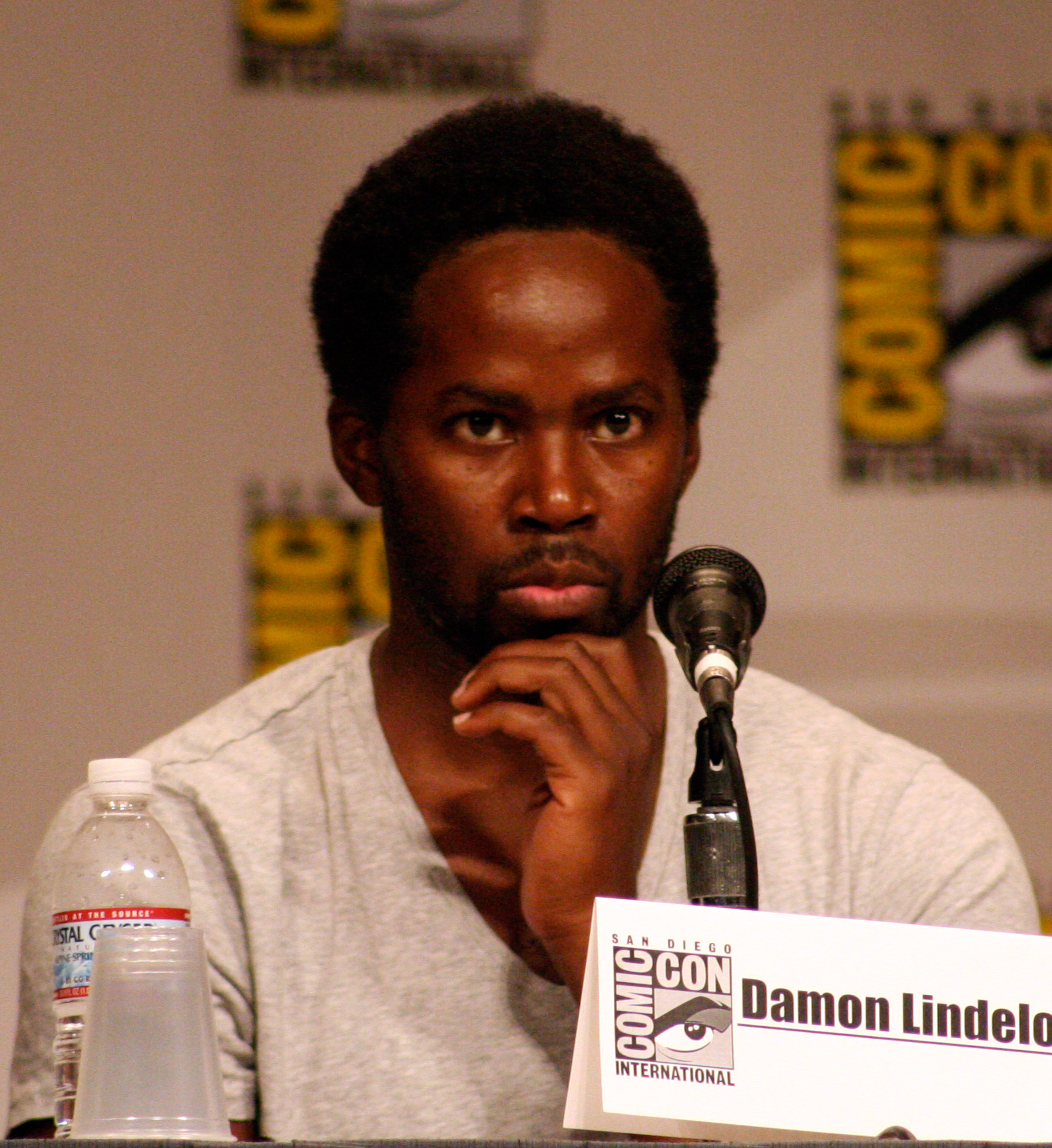
Harold Perrineau Jr. interprète le lieutenant Mark Hammond, dernier survivant de la Delta Force.
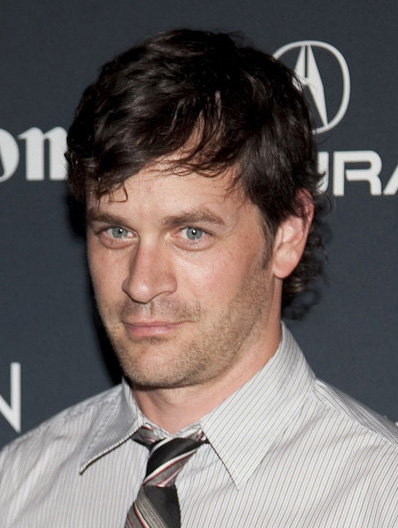
Tom Everett Scott interprète le sergent Charles Garnett.
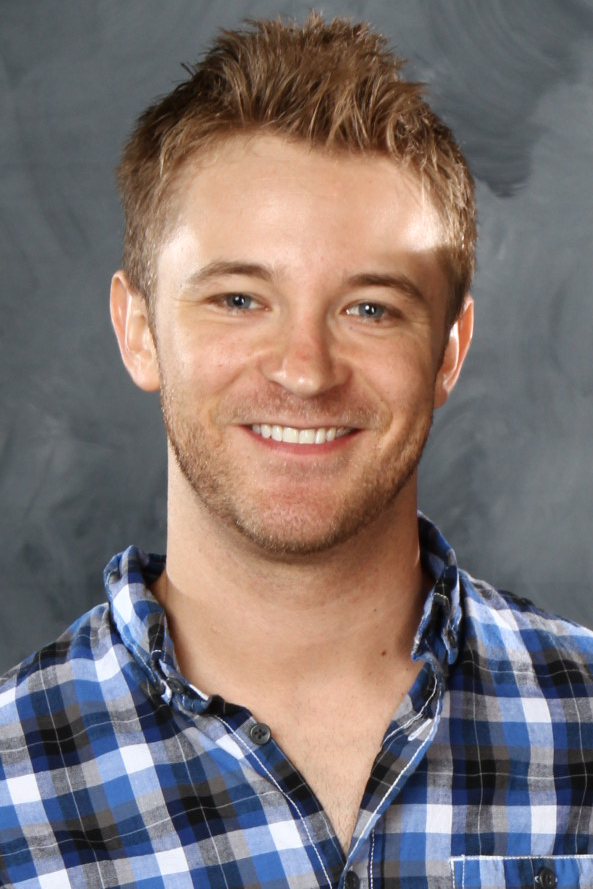
Michael Welch interprète Mack Thompson.
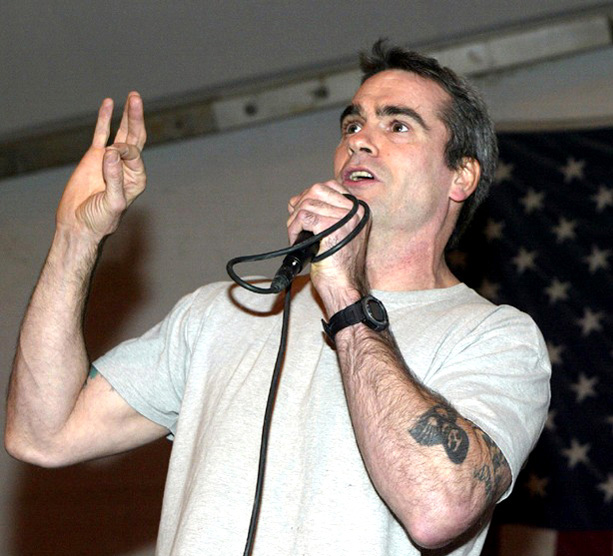
Henry Rollins interprète le lieutenant Mueller.
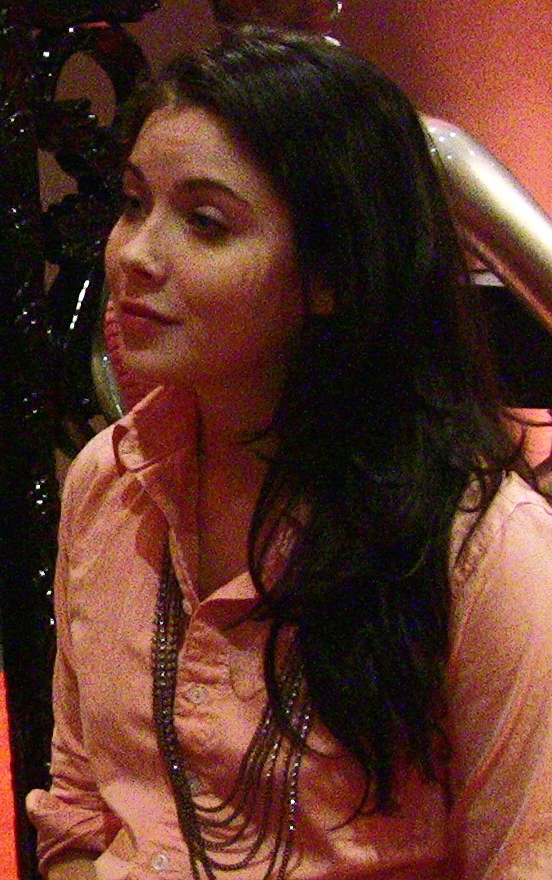
Grace Phipps interprète le sergent Lilley.

### Acteurs récurrents
- Mark Carr (VF : Sylvain Lemarié) : Sketchy McClane (saisons 1 à 5)
- Doug Dawson : Vernon « Skeezy » (saisons 1 à 5)
- Lisa Coronado (VF : Pascale Chemin) : Dr Marilyn Merch (saisons 1 à 3)
- Donald Corren (en) (VF : Sylvain Lemarié) : Dr Walter Kurian (invité saison 1, récurrent saison 2)
- Sara Coates : Serena (saisons 1 à 3)
- Gina Gershon : « la Reina » (saison 2)
- Frank Boyd (VF : Brice Ournac) : Dr Harold Teller (saisons 3 et 4)
- Cecil Cheeka : Kaskae (saison 3)
- Darlene Mccarty : Nana (saison 3)
- Aaron Trainor : Will Chaffin (saison 3)
- Kathryn Brown : Hope Chaffin (saison 3)
- DeRon Brigdon : Wesson (saison 3)
- Michael Berryman : The Founder (saison 4)
- Michael Oaks : M. Sunshine (saison 4)
- Kodiak Lopez : JZ (saisons 4 et 5)
- Lydia Hearst : Pandora (saison 5)
- Mario Van Peebles (VF : Yann Pichon) : Martin Cooper (saison 5)
- voix additionnelles : Yann Pichon, Mathieu Rivolier, Franck Dacquin, Nicolas Matthys, Pascale Chemin, etc.
Version française
  - Société de doublage : AC5
  - Direction artistique : Adrien Auclair
  - Adaptation des dialogues : DIEDM

Sources et légende : version française (VF) selon le carton du doublage français télévisuel,,.

## Production

### Développement
En avril 2014, Syfy annonce la commande de la série avec une première saison composée de treize épisodes, produite par Go2 Digital Media for the Asylum.
En septembre 2014, les producteurs expliquent avoir utilisé un budget de 700 000 dollars par épisode lors de la première saison de la série.
Le 21 octobre 2014, la série a été renouvelée pour une deuxième saison de quinze épisodes.
Le 6 novembre 2015, la série a été renouvelée pour une troisième saison de quinze épisodes.
Le 30 mai 2016, Syfy annonce que la troisième saison sera précédée d'un téléfilm. Il présentera une intrigue importante de la deuxième saison et introduira des nouveaux personnages centraux lors de cette troisième saison,.
Le 29 novembre 2016, la série a été renouvelée pour une quatrième saison de treize épisodes.
Le 16 décembre 2017, la série a été renouvelée pour une cinquième saison de treize épisodes.
Le 22 décembre 2018, la série a été annulée.

### Attribution des rôles
En juin 2014, la production annonce la composition de la distribution principale.
En avril 2015, Matt Cedeño décroche un rôle principal pour la deuxième saison.
En avril 2016, les acteurs Kellita Smith, DJ Qualls, Keith Allan, Anastasia Baranova, Russell Hodgkinson, Nat Zang, Matt Cedeño et Emilio Rivera sont confirmés pour reprendre leur rôle lors de la troisième saison.
En mai 2016, Joseph Gatt a obtenu le rôle récurrent de « The Man » lors de cette saison.
En août 2018, Katy O'Brian décroche un rôle principal pour la cinquième saison.

### Tournage
Fin juin 2014, le tournage de la première saison est annoncé pour l'été 2014 à Spokane, Washington.
Le tournage de la troisième saison a commencé le 1er avril 2016.

### Fiche technique
Sauf indication contraire, les informations mentionnées dans cette section peuvent être confirmées par la base de données cinématographiques IMDb,  présente dans la section « Liens externes ».
- Titre original et français : Z Nation
- Titre québécois : Nation Z
- Création : Karl Schaefer (en) et Craig Engler
- Réalisation : John Hyams (épisode pilote), Abram Cox, Dan Merchant, Rachel Goldenberg, Tim Andrew, Luis Prieto, Nick Lyon, Michael Robison, Jodi Binstock, Juan A. Mas, Jason McKee, Alexander Yellen
- Scénario : Craig Engler, Karl Schaefer, Jennifer Derwingson, Daniel Schaefer, Lynelle White, Dan Merchant, Micho Rutare, Michael Cassutt, John Hyams, Eric Bernt, Eric Wallace
- Direction artistique : Vincent DeFelice
- Décors : Michael Ruby, Lisa B. Hammond, Collin Redmond
- Costumes : Lisa Caryl-Vukas et Ashley Russell
- Effets spéciaux de maquillage : Corinne Foster, Josh Foster, Liz McCracken, Tess Laeh Garcia, Shawn R. Shelton, Nancy J. Hvasta Leonardi, Alex Rondon, Damon Vanhee, Kate Dixson, Isaac Meyers
- Effets spéciaux visuels : Jason McKee, Guy Cappiccie, Adam James McArthur, Jared Potter, Mack Rain, Joshua Knobel, Jonathan Spencer Levy, Aaron Charny, Michael Miller, Jon A. Bell, Sean Kalra
- Photographie : Alexander Yellen, Federico Verardi
- Montage : Anders Hoffmann, Fred Beahm, Andrew Drazek, Brad Durante, Erik C. Andersen, Andrew Bentler, Jason A. Payne
- Musique : Jason Gallagher
- Casting : Nike Imoru et Gerald Webb
- Production exécutive : Paul Bales, David Michael Latt, David Rimawi, Dan Merchant, Karl Schaefer, Jodi Binstock, Craig Engler, Steve Graham, Michael Cassutt, Eric Wallace, Jennifer Derwingson, Abram Cox, John Hyams, David L. Garber
- Sociétés de production : The Asylum, Go2 Digital Media
- Société(s) de distribution : Dynamic Television
- Pays d'origine :  États-Unis
- Langue originale : anglais
- Format : couleur - 35 mm - 1,78:1 - son Dolby Digital 5.1
- Genre : action, drame, horreur
- Durée : 42 minutes

## Épisodes
| Saison | Nombre d'épisodes | Diffusion originale | Diffusion originale | Diffusion originale |
| Saison | Nombre d'épisodes | Années              | Début de saison     | Fin de saison       |
| ------ | ----------------- | ------------------- | ------------------- | ------------------- |
| 1      | 13                | 2014                | 12 septembre 2014   | 5 décembre 2014     |
| 2      | 15                | 2015                | 11 septembre 2015   | 18 décembre 2015    |
| 3      | 15                | 2016                | 16 septembre 2016   | 16 décembre 2016    |
| 4      | 13                | 2017                | 29 septembre 2017   | 15 décembre 2017    |
| 5      | 13                | 2018                | 5 octobre 2018      | 28 décembre 2018    |

### Première saison (2014)
Composée de treize épisodes, elle a été diffusée du 12 septembre 2014 au 5 décembre 2014 sur Syfy, aux États-Unis.

### Deuxième saison (2015)
Composée de quinze épisodes, elle a été diffusée du 11 septembre 2015 au 18 décembre 2015 sur Syfy, aux États-Unis.

### Troisième saison (2016)
Composée de quinze épisodes, elle a été diffusée du 16 septembre 2016 au 16 décembre 2016 sur Syfy, aux États-Unis.

### Quatrième saison (2017)
Composée de treize épisodes, elle a été diffusée du 29 septembre 2017 au 15 décembre 2017 sur Syfy, aux États-Unis.

### Cinquième saison (2018)
Composée de treize épisodes, elle est diffusée du 5 octobre 2018 au 28 décembre 2018 sur Syfy, aux États-Unis.

## Univers de la série

### Personnages

#### Principaux
Lieutenant Roberta Warren (depuis la saison 1)
Ex-soldat de la Garde nationale des États-Unis et membre de l'ancien camp de survivants Blue Sky à New York, elle fait partie de l'équipe chargée de l'« opération Morsure ». D'abord second du groupe, elle en prendra la tête après le décès du sergent Garnett.
Durant la troisième saison, pour avoir tué (à contrecœur) Vasquez « Escorpion », elle devient de fait le chef de la Main Rouge. Dans le final de la saison, en tentant de sauver Lucy du « Chasseur » et de Zona, elle est atteinte par la balle qui a transpercé Murphy.
Simon Cruller / le « Citoyen Z » (depuis la saison 1)
Ancien hacker travaillant pour la NSA, situé dans une base arctique de Northern Lights. Connu des survivants grâce à ses émissions radio sous le pseudonyme du « Citoyen Z », il aide et informe l'équipe à distance tout en coordonnant l'« opération Morsure ». Sa solitude forcée lui cause par moments quelques soucis personnels (dépression, instabilité émotionnelle et délires). D'abord seul dans ce lieu isolé de tout, il sauve et recueille le dernier chien survivant d'un attelage arrivé à proximité de sa base. Même s'il communique à distance avec elle, il a un faible pour Addy.
À la fin de la première saison, à la suite des incidents du groupe dans le Colorado, il est menacé par un missile nucléaire visant la base.
Au début de la deuxième saison, l'abandon du groupe et de la mission par Murphy le pousse (afin de récupérer ce dernier) à provoquer une traque généralisée dans laquelle Mack trouvera la mort. Il doit également survivre avec son chien dans sa base endommagée, à une invasion de Z (ceux de l'avion écrasé avec lequel il aurait dû normalement évacuer). À la fin de la saison, il quitte la base à la recherche d'autres survivants avec son chien. Il en trouvera finalement.
Dans la troisième saison, il vit un temps avec une famille (dont la fille Kaya, est l'une de ses auditrices et sa plus fervente admiratrice) puis en pénurie de nourriture, ils reviennent tous à la base dans l'espoir de la faire redémarrer et de pouvoir survivre. Avec l'aide du père de Kaya, il part à la rencontre du groupe lors de l'épisode 13 pour prévenir Murphy et Warren que « le Chasseur » a enlevé Lucy. Il apprend également que Kaya est enceinte de lui.
Mack Thompson (saisons 1 et 2)
Ancien joueur de hockey et membre de l'ancien camp de survivants Blue Sky à New York, il fait partie de l'équipe chargée de l'« opération Morsure ». Mack est le petit-ami d'Addy, qu'il a rencontré au tout début de l'apocalypse Z durant un match. Bien que sceptique concernant la possibilité d'un remède à la contamination Z, il s'est juré de rester avec Addy et de se battre pour elle. Il est très amoureux et protecteur envers elle.
En tentant avec le groupe de récupérer Murphy lors de la traque généralisée provoquée par le « Citoyen Z », il se retrouve submergé dans une cage d'escalier par une meute de Z et séparé d'Addy, qui arrive trop tard pour le sauver. Elle le « libérera » elle-même juste après des remerciements et sa transformation.
Alvin Bernard Murphy / « Murphy, le patient 0 » (depuis la saison 1)
Murphy, ex-détenu antipathique, est le seul humain connu pour avoir survécu à des morsures de Z sans se transformer, grâce à l'inoculation d'un vaccin expérimental dans le cadre d'expériences scientifiques visant à trouver un remède à la contamination. Il est l'objectif de l'équipe chargée de l'« opération Morsure », consistant à l'escorter vivant jusqu'à un laboratoire en Californie. Même s'il demeure l'élément le plus important du groupe, ses défauts le rendent difficilement appréciable par les autres.
À l'issue de l'incident de la centrale nucléaire d'Edgemont dans le Dakota du Sud dans la première saison, il découvre fortuitement qu'à l'inverse des autres membres du groupe, il est immunisé contre l'instinct meurtrier des Z et exerce une certaine influence sur eux. Dans le final de la saison, durant les événements qui aboutiront à l'incident nucléaire du Colorado (dont il est partiellement responsable avec le Dr Kurian), il sauve Cassandra d'une mort certaine par septicémie en la mordant, ce qui la change en hybride obéissante.
En début de deuxième saison, fuyant en compagnie de la servile Cassandra ses responsabilités après l'incident nucléaire du Colorado, il pousse le « Citoyen Z » à déclencher une traque généralisée pour le récupérer et sera donc, par voie de conséquence, en partie responsable de la mort de Mack. Addy lui en voudra à mort pour cela. Il est plus tard retrouvé par Serena (une ancienne conquête d'un camp de survivantes exclusivement féminin), qui est enceinte de lui. Après la naissance de leur fille (qu'il baptise Lucy) et la mort de la mère, il prend à cœur son rôle de père mais doit, pour protéger sa fille, la confier à un couple de fermiers.
Dans la troisième saison, las d'être utilisé et peu considéré (ainsi que par les échecs répétés de la mission), il tue et/ou transforme en hybride les occupants du sous-marin de Zona qu'il fait exploser, puis s'en va jusqu'à Spokane avec « 10 Mille » et le Dr Merch pour mettre à exécution une solution alternative à l'apocalypse Z : y fonder une nouvelle société et transformer tout survivant qui le souhaite en hybride (ce qui porte progressivement ses fruits, bien que son instinct de Z de manger du cerveau se fasse de plus en plus fort). Cette alternative l'amènera à sauver la vie de la petite fille mourante d'un couple de survivants, et à s'attacher à elle. La tentative de son enlèvement par le « Chasseur » échoue. Dans le final, en tentant de sauver sa fille Lucy de ce dernier et de Zona, il est transpercé d'une balle qui finit sa course dans le corps de Warren. Il est doté d'une forte culture générale.
Addison Grace « Addy » Carver (depuis la saison 1)
Membre de l'ancien camp de survivants Blue Sky à New York et petite-amie de Mack, elle fait partie de l'équipe chargée de l'« opération Morsure ». Elle s'occupe des communications au sein du groupe et est donc généralement celle qui dialogue avec le « Citoyen Z », qui semble avoir un faible pour elle (au grand amusement de Mack). Elle a comme particularité de se battre avec une étoile du matin artisanale.
En début de deuxième saison, lors de la traque généralisée de Murphy, elle assiste impuissante à la transformation en Z de Mack (qu'elle « libère » avec des remerciements).
En début de troisième saison, elle acquiert grâce au Dr Sun Mei, une copie améliorée de son ancienne étoile du matin artisanale, capable d'électrocuter. Après avoir retrouvé puis brièvement sauvé Lucy du « Chasseur », elle tisse des liens complices et si solides avec sa « nièce » qu'elle va jusqu'à se faire tabasser sévèrement par celui-ci en l'empêchant jusqu'au bout de l'emmener.
Steven « Doc » Beck (depuis la saison 1)
Ancien psychologue, amateur de substances et membre de l'ancien camp de survivants Blue Sky à New York. Il est de facto le médecin de l'équipe chargée de l'« opération Morsure ». Même s'il est le doyen du groupe, il conserve un esprit assez jeune et communique sa bonne humeur aux autres. Il considère « 10 Mille » comme « le fils qu'il aurait pu avoir » et a aidé à l'accouchement de Lucy. Il a une phrase récurrente vous savez bien que je déteste quand on se sépare
Cassandra / « Sunshine » (saisons 1 et 2, invitée saison 3)
Ancien membre du groupe de survivants cannibales de Philadelphie (où elle servait comme appât sexuel pour piéger les futures victimes mâles destinées à être mangées), elle rejoint l'équipe chargée de l'« opération Morsure », lorsqu'elle est retrouvée prostrée au milieu d'une cage cernée par des Z. Elle développe un lien particulier avec « 10 Mille », dont elle est la seule du groupe à qui il révélera son véritable nom.
D'abord sauvée d'une mort certaine grâce à une morsure de « Murphy » et changée par la suite en hybride servile, elle sera finalement « libérée » par « 10 Mille », qui tentait vainement de la raisonner alors qu'elle cherchait à le tuer.
« 10 Mille » / Thomas (depuis la saison 1)
Jeune homme ténébreux appelé parfois amicalement « le Gamin » par Doc, il est le plus jeune membre de l'équipe chargée de l'« opération Morsure ». Ses talents exceptionnels au tir de précision en font le tireur d'élite du groupe depuis qu'il a fortuitement rencontré Doc et aidé dans une raffinerie en le sauvant d'un Z, ce qui incitera ce dernier à l'inviter parmi eux. Il a comme particularité de tenir le compte à chaque Z qu'il tue. Le surnom qu'il s'est choisi lui vient de son objectif personnel : tuer 10 000 Z. Il a une affection particulière pour Cassandra et est considéré par Doc comme un « fils spirituel ».
À la fin de la deuxième saison, il est blessé par balle et soigné sur le sous-marin où se trouve Murphy. Son sort est laissé incertain lors de l'explosion du sous-marin.
Au début de la troisième saison, il est révélé qu'il a été mordu à la nuque par Murphy, le changeant en hybride. Cependant, il tente de résister le plus possible au contrôle mental de Murphy. Dans l'épisode final, il est tué par les autres membres afin de le sauver de sa lente agonie puis ressuscité (étouffement, mort, morsure, injection). Il tombe aussi amoureux de Rouge et devient une sorte de modèle pour « 5 Mille ».
Sergent Charles Garnett (saison 1)
Ex-soldat de la Garde nationale des États-Unis et membre de l'ancien camp de survivants Blue Sky à New York, il est le premier commandant de l'équipe chargée de l'« opération Morsure ».
Il se fera tuer par balle par le prêtre illuminé d'une secte pro-Z, en protégeant Murphy. Après sa transformation, il sera « libéré » par un tir longue distance de Warren.
Lieutenant Mark Hammond (saison 1)
Dernier survivant de l'équipe de la Delta Force chargée de transférer Murphy vers un laboratoire de Californie après son inoculation, il l'a personnellement sauvé des Z après ses morsures. Il demande l'aide des survivants du camp Blue Sky à New York pour terminer sa mission.
À cause de la sensibilité du sergent Garnett, il se fera dévorer simultanément par un Z et un bébé Z en tentant de « libérer » ce dernier. Il sera « libéré » avec eux avant sa transformation.
Javier Vasquez (saisons 2 et 3)
Ancien agent de la DEA luttant contre les cartels de la drogue avant l'apocalypse, il rejoint l'équipe chargée de l'« opération Morsure » après la récupération de Murphy à l'issue du chaos engendré par la traque généralisée que le « Citoyen Z » a déclenchée (et qui a provoqué la mort de Mack). D'abord suspecté d’affiliation aux Zeros (suspicions alimentées par ses fréquentes disparitions), il gagne finalement la confiance de Warren et des autres en leur apprenant son passé pré-apocalyptique et son objectif personnel : retrouver pour tuer le meurtrier de sa femme et de sa fille, exécutées sous ses yeux (et qu'il a dû « libérer » lui-même au déclenchement de l'apocalypse), et dont il sait juste avec certitude qu'il est un Zero pourvu d'un visage tatoué sur le bras. Ce tueur se révélera être « Escorpion ». En tant que second de Warren, Vasquez se montre discipliné et efficace.
Après avoir quitté le groupe à la suite de l'attaque du restaurant, il sera revu par Warren, Sun Mei et Hector en tant que chef de la « Main Rouge », un groupe de justiciers drogués et faisant dans le culte de la terreur par la mise en scène sauvage d'exécutions punitives : victime d'un trouble dissociatif, il se prendra lui-même pour « Escorpion ». Ne pouvant lui faire retrouver ses esprits et après qu'il a laissé Hector pour mort, Warren le transpercera. Il aura un dernier sursaut de lucidité avant qu'elle ne l'achève en le décapitant.
Hector « Escorpion » Alvarez (saisons 2 et 3)
Zero important et homme de main fidèle de « la Reina », il prend part comme Vasquez au chaos provoqué par la traque généralisée de Murphy que le « Citoyen Z » a déclenchée. Il se révèle être le fameux meurtrier de la famille de Vasquez, qui le recherche depuis le début de l'apocalypse (bien que lors de leur confrontation, « Escorpion » prétend ne pas se souvenir de cette double exécution).
Supposé mort au milieu des Z à l'issue de son duel contre ce dernier, après la victoire de l'équipe chargée de l'« opération Morsure » contre les Zeros (et la fuite de leur quartier-général à la « tortilla border »), il les retrouve pourtant à la fin de l'attaque du restaurant, où il sauve Warren en « libérant » lui-même son ancien chef hybride, « la Reina ». Exprimant à Vasquez ses remords et son désir de rédemption, il annonce avoir abandonné son nom d'« Escorpion » (qui selon lui, est mort là où Hector Alvarez était supposé mourir) et lui laisse librement le choix de se venger de lui ou de l'épargner. Malgré sa rancœur, Vasquez choisit la seconde option et le laisse s'en aller avec le groupe, qu'Hector rejoint. Bien que rongé par ses remords, il se révèle par la suite être un second efficace et loyal pour Warren.
Lorsqu'ils apprendront l'existence de la « Main Rouge », un groupe de justiciers drogués cultivant la terreur par la mise en scène sauvage d'exécutions punitives et mené par quelqu'un qui se fait passer, au grand dam d'Hector, pour « Escorpion », il accompagnera Warren et Sun Mei pour le rencontrer. Ce meneur n'est autre que Vasquez, victime de trouble dissociatif et se prenant pour « Escorpion ». Perdant un nouveau duel contre Vasquez « Escorpion » en essayant de lui faire retrouver ses esprits, Hector sera de nouveau laissé pour mort, dans l'antre de la « Main Rouge ».
Dr Sun Mei (saison 3 à 5)
Scientifique laotienne escortée depuis Beijing par une équipe militaire pour ramener Murphy afin de concevoir un vaccin au virus zombie, elle récupère ce qui reste de l'équipe chargée de l'« opération Morsure » lors du départ de ce dernier et de « 10 Mille » du sous-marin de Zona. Après la mort de toute son unité et la confirmation par radio de la chute de la Cité interdite, elle intègre définitivement l'équipe. Elle a un grand sens du devoir et se blâme entièrement du décès des soldats sous ses ordres, ainsi que de l'échec de leur mission. C'est elle qui offre à Addy sa seconde étoile du matin artisanale, une copie améliorée de la première capable d'électrocuter.

#### Récurrents
Sketchy McClain (depuis la saison 1)
Trafiquant et escroc en tout genre, c'est en traitant avec lui qu'Addy a acquis sa première étoile du matin artisanale. Filou et bonimenteur, il est toujours à l'affût d'une combine avec son complice Vernon « Skeezy ».
Vernon « Skeezy » (depuis la saison 1)
Complice de Sketchy, il participe à toutes ses combines.
Dr Marilyn Merch (saisons 1 à 3)
Scientifique qui a inoculé le vaccin expérimental à Murphy avant de l'abandonner aux Z, son sort et sa localisation précise restent pendant longtemps un mystère. L'objectif personnel de Murphy est de tenir sa promesse envers elle : la retrouver pour régler leurs comptes.
Transformée en hybride par Murphy à bord du sous-marin de Zona puis contrainte de le suivre jusqu'à Spokane pour participer à ses plans, elle trouvera un moyen de se libérer partiellement de son emprise en s'injectant des doses du vaccin expérimental original. Sacrifiant ainsi son immunité et ne pouvant fuir, elle se donnera elle-même en pâture aux Z des douves.
Dr Walter Kurian (invité saison 1, récurrent saison 2)
Scientifique bioterroriste avant l'apocalypse Z. Il est spécialisé en armes biologiques, responsable du virus ZN1 à l'origine de la contamination Z ainsi que, partiellement, du bombardement nucléaire au Colorado.
D'abord transformé en hybride par une ruse de Murphy puis décapité à la « tortilla border », il sera finalement la victime collatérale d'une explosion durant l'attaque du restaurant par « la Reina » et ses Zeros.
Il est le principal antagoniste de la première et l'un des antagonistes lors de la deuxième saison.
« la Reina » (saison 2)
Chef des Zeros. Elle a un esprit aussi passionné que macabre.
Transformée avec ses Zeros en hybrides par une ruse de Murphy à la « tortilla border », elle sera « libérée » durant son attaque du restaurant par Hector Alvarez, son ancien homme de main.
Elle est la principale antagoniste de la deuxième saison.
Lucy Murphy (depuis la saison 2)
La fille de Murphy et Serena. Bien qu'étant encore en développement dans le ventre de sa mère, elle l'aide à retrouver la trace de son père, qui s'attache à sa fille dès sa naissance. Après le décès de sa mère en les protégeant à mains nues d'une meute de Z, comme il n'apprécie pas les idées de nom choisis par elle pour leur enfant, Murphy la nomme en référence à Lucy.
Ce dernier prend à cœur son rôle de père, cependant Lucy semble attirer instinctivement les Z et suscite des questions au groupe. Murphy décide donc pour la protéger, dans un premier temps de s'enfuir avec elle, puis de la confier à un couple de fermiers alors qu'elle est encore un bébé.
Tandis que son existence d'abord secrète finit par attirer les convoitises, elle est enlevée par « le Chasseur » avant que Doc et Addy ne puissent la récupérer.
Elle a comme particularité d'avoir hérité des aptitudes et de la peau bleue de son père et grandit plus vite que la moyenne (lors de ses retrouvailles avec Doc et Addy, Lucy a déjà l'apparence d'une fillette bien qu'elle ne soit âgée que d'un an). Elle sait aussi se faire obéir des Z et en les mordant, se servir d'eux pour guider quelqu'un vers une destination.
Ayant vécu recluse avec ses parents adoptifs, Lucy n'a pas conscience des réalités de la vie et agit selon ses caprices, considérant les Z comme ses amis et ne supportant pas qu'ils soient tués. Elle idéalise beaucoup son père et appelle Addy (la première fille de leur groupe qu'elle revoie depuis son adoption) « Tante Addy ».
« le Chasseur » (depuis la saison 3)
Chasseur de primes professionnel dont le travail consiste à suivre une liste précise de personnes à traquer où qu'elles soient et les livrer à son employeur. Bien qu'en apparence raisonnable et scrupuleux, il est prêt à tout (même au sacrifice personnel) pour réussir sa mission.
Il est le principal antagoniste de la troisième saison, que ce soit en attaquant le camp de survivants de Rouge et « 5 Mille », ou en tentant d'enlever Murphy puis sa fille Lucy.
Rouge (depuis la saison 3)
Grande sœur adoptive de « 5 Mille », elle rencontre pour la première fois le groupe lors de leur venue vers le camp de survivants où elle vit (à peu près durant l'apparition du « Chasseur »). Elle tisse des liens durables avec « 10 Mille » avant d'être laissée pour morte durant l'attaque de son camp par « le Chasseur », en tentant désespérément de sauver son frère d'une horde de Z.
Apparaissant dans les hallucinations de « 10 Mille » durant la troisième saison, elle prend une place significative dans le cœur du jeune homme. Elle réapparaît pour de bon à ses côtés et en compagnie de son frère, tous deux sains et saufs.
L'Enfant sauvage / « 5 Mille » (depuis la saison 3)
Enfant sauvage adopté par Rouge et non habitué à parler, il rencontre pour la première fois le groupe lors de leur venue vers le camp de survivants où il vit (à peu près durant l'apparition du « Chasseur »). D'abord enlevé par ce dernier pour faire pression sur les membres de son camp, il réussit néanmoins à s'échapper. Il tisse des liens durables avec « 10 Mille » (allant jusqu'à l'imiter et s'habiller comme lui, d'où son nouveau surnom) avant d'être considéré mort par celui-ci durant l'attaque de son camp par « le Chasseur », tandis qu'ils tentaient tous deux de survivre à une horde de Z.
Apparaissant en compagnie de sa sœur dans les hallucinations de « 10 Mille » durant la troisième saison, il réapparaît pour de bon à ses côtés et avec elle, tous deux sains et saufs.

### Lieux
Le périple des personnages commence à New York et doit les mener jusqu'en Californie.
Ils traversent alors plusieurs grandes villes américaines de la côte Est.

## Accueil

### Audiences

#### Aux États-Unis
La première saison de la série a réuni en moyenne 1,42 million de téléspectateurs par épisode.

## Produits dérivés

### Sorties DVD / Blu-ray
Aux États-Unis, les coffrets DVD et Blu-ray sont édités et distribués par Universal Home Entertainment.
En France, ils sont édités par M6 Vidéo
| Intitulé du coffret | Nombre d'épisodes | Dates de sortie DVD et disques Blu-ray | Dates de sortie DVD et disques Blu-ray | Dates de sortie DVD et disques Blu-ray | Dates de sortie DVD et disques Blu-ray | Dates de sortie DVD et disques Blu-ray |
| Intitulé du coffret | Nombre d'épisodes | Zone 1 (dont États-Unis)               | Zone 2 (dont France)                   | Zone 4 (dont Australie)                | Nombre de disques                      | Nombre de disques                      |
| Intitulé du coffret | Nombre d'épisodes | Zone 1 (dont États-Unis)               | Zone 2 (dont France)                   | Zone 4 (dont Australie)                | Zone 1                                 | Zone 2                                 |
| ------------------- | ----------------- | -------------------------------------- | -------------------------------------- | -------------------------------------- | -------------------------------------- | -------------------------------------- |
| Z Nation - Saison 1 | 13                | 10 février 2015                        | 1er avril 2015                         | indéterminée                           | 3 (DVD) 2 (Blu-ray)                    | 4 (DVD et Blu-ray)                     |
| Z Nation - Saison 2 | 15                | 1er mars 2016                          | 23 mars 2016                           | indéterminée                           | 3 (DVD) 4 (Blu-ray)                    | 4 (DVD et Blu-ray)                     |
| Z Nation - Saison 3 | 15                | indéterminés                           | indéterminés                           | indéterminés                           | indéterminés                           | indéterminés                           |

### Comics
Aux États-Unis, une mini-série de comics a été publiée par les éditions Dynamite en 2017.[réf. nécessaire]
En France, elle sera publiée par les éditions Flamival courant 2018.[réf. nécessaire]

## Analyse